# Mathias Burkhard
Mathias Burkhard (auch Burkhardt oder Burkard) (* Dezember 1838; † 10. März 1922 in Heidelberg-Kirchheim) war ein deutscher Orgelbauer mit Werkstattsitz in Heidelberg. Er baute hauptsächlich Orgeln für Kirchen in Süddeutschland.

## Leben
Mathias Burkhard wurde im Dezember 1838 geboren. Er lernte das Orgelbauhandwerk bei Louis Voit in Durlach und ließ sich ab etwa 1862 als selbstständiger Orgelbauer an der Landhausstraße 3 in Heidelberg nieder. Im Jahr 1876 erhielt Burkhard die Goldene Medaille auf der Gewerbeausstellung Heidelberg. Sein Sohn Friedrich betrieb von 1897 bis 1900 ebenfalls eine eigene Orgelbauwerkstatt in Sankt Ilgen. Die Schließung im Jahr 1901 begründete Burkhard wie folgt: „da mein Sohn seinen Verpflichtungen gegen mich nicht nachkam“. Er starb im März 1922 im Heidelberger Stadtteil Kirchheim.

## Werkliste (Auswahl)

### Neubauten
| Jahr     | Ort                     | Gebäude                                       | Bild | Manuale | Register | Bemerkungen |
| -------- | ----------------------- | --------------------------------------------- | ---- | ------- | -------- | --- |
| 1870     | Ludwigshafen am Rhein   | Dreifaltigkeitskirche                         |      | I/P     | 8        | 1961 von Paul Zimnol in die Hauptstuhler St.-Ägidius-Kirche verbracht; 1997 demontiert.                                                 |
| 1871     | Heddesheim              | Evangelische Kirche                           |      |         |          | 1928 von Steinmeyer und 1971 von Gotthard Arnold erweitert; 1992 von Walcker restauriert. Prospekt und Teile des Pfeifenwerks erhalten. |
| 1879     | Oberwolfach             | St. Bartholomäus                              |      | II/P    | 22       | Erbaut in älterem Gehäuse von 1755; zweimal in den 1940er und 1990er Jahren restauriert.                                                |
| 1880     | Oftersheim              | Evangelische Kirche                           |      | I/P     | 10       | 1959 von den Gebr. Mann ersetzt |
| ca. 1880 | Spechbach (Kraichgau)   | Evangelische Kirche                           |      | I/P     | 7        | 1970 von den Gebr. Mann ersetzt |
| 1882     | Leimen (Baden)          | Vorgängerkirche der heutigen Herz-Jesu-Kirche |      | I/P     |          | 1921 in den heutigen Kirchenbau verbracht; 1960 von Mönch Orgelbau ersetzt                                                              |
| 1884     | Steinach (Ortenaukreis) | Heiligkreuzkirche                             |      | I/P     | 16       | Die Pfeifen wurden später durch Modelle aus Zink ersetzt; 2004 durch Waldkircher Orgelbau Jäger & Brommer restauriert.                  |
| 1885     | Heiligkreuzsteinach     | Katholische Kirche                            |      | I/P     | 10       | Neubau durch Orgelbau Vleugels 1972 |
| 1885     | Heidelberg              | Providenzkirche                               |      | III/P   | 41       | Wurde über die Zeit mehrfach stärker modifiziert; Originalzustand im Jahr 1986 durch Link Orgelbau weitgehend wiederhergestellt.        |
| 1885     | Wiesloch                | Evangelische Stadtkirche                      |      |         |          | Etwa 900 Pfeifen in der heutigen Nachfolgerorgel erhalten.                                                                              |
| 1887     | Lobbach-Waldwimmersbach | Evangelische Kirche                           |      | I/P     | 8        | 1959 von den Gebr. Mann ersetzt |
| 1901     | Spechbach (Kraichgau)   | St. Martin                                    |      | II/P    | 12       | Umdisponierung und Ersatz des originalen Spieltisches durch ein gebrauchtes pneumatisches Modell durch Michael Weise 1972               |

### Restaurierungen, Reparaturen, Umbauten
| Jahr | Ort          | Gebäude             | Bemerkungen |
| ---- | ------------ | ------------------- | --- |
| 1883 | Heddesheim   | St. Remigius        | Umbau der 1792–1793 von Johann Georg Geib gebauten Orgel |
| 1887 | Zuzenhausen  | Evangelische Kirche | Reparatur der 1829–1831 von Wilhelm Friedrich Overmann gebauten Orgel |
| 1888 | Asbach       | Evangelische Kirche | Reparatur der 1822 erworbenen und 1852–1853 von Voit umgebauten Orgel |
| 1890 | Eichtersheim | Evangelische Kirche | Umbau der 1805–1806 von Andreas Ubhauser gebauten Orgel |
| 1891 | Meckesheim   | Evangelische Kirche | Reparatur der 1774 von Andreas Krämer gebauten und 1806 von dessen Nachfolger Anton Overmann I. nach Meckesheim verbrachten Orgel; Burkhard reparierte die Orgel 1909 erneut |
| 1896 | Heddesbach   | Peterskirche        | Umbau der 1802–1804 von Anton Overmann I. gebauten Orgel, Burkhard hatte sie 1873/74 bereits aus Graben in die Peterskirche versetzt                                         |
| 1899 | Lobenfeld    | Klosterkirche       | Reparatur der 1773 von Johann Heinrich Dickel gebauten und 1862–1863 von Voit umgebauten Orgel                                                                               |